# 格倫科 (阿肯色州)
格倫科（英語：Glencoe）是位於美國阿肯色州富爾頓縣的一個非建制地區。該地的面積和人口皆未知。

## 地理
格倫科的座標為36°17′39″N 91°44′51″W / 36.29417°N 91.74750°W，而該地的平均海拔高度為239米（即784英尺）。